# Danh sách đảo theo tên (D)
Danh sách dưới đây liệt kê các đảo bắt đầu bằng ký tự D.
Đây là một danh sách chưa hoàn tất, và có thể sẽ không bao giờ thỏa mãn yêu cầu hoàn tất. Bạn có thể đóng góp bằng cách mở rộng nó bằng các thông tin đáng tin cậy.
A - B - C - D - Đ - E - F - G - H - I - J - K - L - M - N - O - P - Q - R - S - T - U - V - W - X - Y - Z

## D
| Tên đảo                     | Quần đảo / Nhóm đảo                             | Quốc gia                     |
| --------------------------- | ----------------------------------------------- | ---------------------------- |
| Daga                        | Lake Tana                                       | Ethiopia                     |
| Dahlak Kebir                | Dahlak Archipelago                              | Eritrea                      |
| Daishan                     | Chu San                                         | Trung Quốc                   |
| Dakhin Shahbazpur           | Meghna River estuary                            | Bangladesh                   |
| Daksa                       | Elaphiti Islands                                | Croatia                      |
| Dalkey                      | Dún Laoghaire Harbor                            | Ireland                      |
| Dalma                       | Vịnh Ba Tư                                      | United Arab Emirates         |
| Dalzel                      | Leeward Islands                                 | Saint Kitts và Nevis         |
| Damsay                      | The North Isles, Bản mẫu:Country data Orkney    | Scotland                     |
| Dänholm                     | Strelasund, Mecklenburg-Vorpommern              | Đức                          |
| Danna                       | Inner Hebrides                                  | Scotland                     |
| Dara                        | Vịnh Ba Tư                                      | Iran                         |
| Darakasi                    | Bajuni Islands                                  | Somalia                      |
| Darch                       | North Channel, Ontario                          | Canada                       |
| Dardenne                    | Sông Mississippi, Missouri                      | Hoa Kỳ                       |
| Dardenne                    | Missouri River, Missouri                        | Hoa Kỳ                       |
| Darrow Bar                  | Willamette River, Oregon                        | Hoa Kỳ                       |
| Dassen                      | Đại Tây Dương                                   | South Africa                 |
| Dauphin                     | Alabama                                         | Hoa Kỳ                       |
| Davaar                      | Islands of the Clyde                            | Scotland                     |
| Davis                       | Thimble Islands, Connecticut                    | Hoa Kỳ                       |
| Davis                       | Hillsborough River, Florida                     | Hoa Kỳ                       |
| Davis                       | Ohio River, Pennsylvania                        | Hoa Kỳ                       |
| Dawson Island               | Antártica Chilena Province                      | Chile                        |
| De la Valle                 | Timbalier Bay, Louisiana                        | Hoa Kỳ                       |
| Dead                        | Georgian Bay, Ontario                           | Canada                       |
| Deadman                     | Louisiana                                       | Hoa Kỳ                       |
| Deadman's Cay               | Leeward Islands in the Tiểu Antilles            | Anguilla                     |
| Deans                       | Whitefish Lake, Ontario                         | Canada                       |
| Deasker                     | Monach Islands                                  | Scotland                     |
| Debre Sina                  | Lake Zway                                       | Ethiopia                     |
| Decatur                     | San Juan Islands, Washington                    | Hoa Kỳ                       |
| Deer                        | Gloucester Pool, Ontario                        | Canada                       |
| Deer                        | Louisiana                                       | Hoa Kỳ                       |
| Deer                        | Mississippi                                     | Hoa Kỳ                       |
| Dehalak Deset               | Dahlak Archipelago                              | Eritrea                      |
| Dek                         | Lake Tana                                       | Ethiopia                     |
| Delos                       | Cyclades                                        | Hy Lạp                       |
| Denman                      | Quần đảo Gulf, British Columbia                 | Canada                       |
| Đan Mạch                    | Sông Mississippi, Illinois                      | Hoa Kỳ                       |
| Dennery                     | Leeward Islands                                 | Saint Lucia                  |
| Dennison                    | Kawagama Lake, Ontario                          | Canada                       |
| Isle Dernieres              | Lake Pelto, Louisiana                           | Hoa Kỳ                       |
| Dernish                     | Upper Lough Erne                                | Ireland                      |
| Derryinch                   | Lower Lough Erne                                | Ireland                      |
| Des Bateaux                 | Leeward Islands                                 | Saint Lucia                  |
| Deserta Grande              | Madeira Islands                                 | Bồ Đào Nha                   |
| La Désirade                 | Guadeloupe, Tiểu Antilles                       | Pháp                         |
| Devenish                    | Lower Lough Erne                                | Ireland                      |
| Devil                       | Lake Huron, Ontario                             | Canada                       |
| Devon                       | Queen Elizabeth Islands, Nunavut                | Canada                       |
| Dexterity                   | Nunavut                                         | Canada                       |
| Dharmadam                   | Kerala                                          | Ấn Độ                        |
| Dhuladhiya                  | Dahlak Archipelago                              | Eritrea                      |
| Dia                         | Kríti                                           | Hy Lạp                       |
| Diamond                     | Illinois River, Illinois                        | Hoa Kỳ                       |
| Diamond                     | Ohio River, Kentucky                            | Hoa Kỳ                       |
| Diamond                     | Lake Winnipesaukee, New Hampshire               | Hoa Kỳ                       |
| Diamond                     | Grenadines                                      | Grenada                      |
| Diamond Rock                | Martinique in the Tiểu Antilles                 | Pháp                         |
| Dickinson                   | Tennessee River, Tennessee                      | Hoa Kỳ                       |
| Dike                        | Grenadines in the Windward Islands              | Saint Vincent và Grenadines  |
| Dillon                      | Sông Mississippi, Illinois                      | Hoa Kỳ                       |
| Dinas                       | Pembrokeshire                                   | Wales                        |
| Dissei                      | Dahlak Archipelago                              | Eritrea                      |
| Diu                         | Daman and Diu                                   | Ấn Độ                        |
| Djerba                      | Vịnh Gabes                                      | Tunisia                      |
| Dodan                       | Leeward Islands                                 | Saint Kitts và Nevis         |
| Dog                         | Vịnh México, Florida                            | Hoa Kỳ                       |
| Dog                         | Leeward Islands in the Tiểu Antilles            | Anguilla                     |
| Dohul                       | Dahlak Archipelago                              | Eritrea                      |
| Dolphin                     | Đại Antilles                                    | Jamaica                      |
| Dolphin                     | Great Salt Lake, Utah                           | Hoa Kỳ                       |
| Domariba-sziget             | Sông Donau                                      | Hungary                      |
| Dominica                    | Tiểu Antilles                                   | Dominica                     |
| Don Pedro                   | Vịnh México, Florida                            | Hoa Kỳ                       |
| Dønna                       | Nordland                                        | Na Uy                        |
| Donoussa                    | Cyclades                                        | Hy Lạp                       |
| Donsö                       | Southern Gothenburg Archipelago                 | Thụy Điển                    |
| Dordrecht                   | Island part of the Dutch province South Holland | Hà Lan                       |
| Douglas                     | Fraser River, British Columbia                  | Canada                       |
| Dove Cay                    | Grenadines in the Windward Islands              | Saint Vincent và Grenadines  |
| Dove                        | Grenadines in the Windward Islands              | Saint Vincent và Grenadines  |
| Dow                         | Lake Winnipesaukee, New Hampshire               | Hoa Kỳ                       |
| Dowager                     | British Columbia                                | Canada                       |
| Dragonera island of dragons | Quần đảo Baleares                               | Tây Ban Nha                  |
| Drejø                       | Islands south of Funen                          | Đan Mạch                     |
| Drenec                      | Glénan islands                                  | Pháp                         |
| Dresser                     | Sông Mississippi, Missouri                      | Hoa Kỳ                       |
| Drews                       | Louisiana                                       | Hoa Kỳ                       |
| Drvenik Mali                | Adriatic Sea                                    | Croatia                      |
| Drvenik Veliki              | Adriatic Sea                                    | Croatia                      |
| Dubh Artach                 | Inner Hebrides                                  | Scotland                     |
| Ducie                       | Pitcairn Islands                                | British overseas territories |
| Duck                        | Lake Huron, Ontario                             | Canada                       |
| Duds                        | Lake Winnipesaukee, New Hampshire               | Hoa Kỳ                       |
| Dugi otok                   | Adriatic Sea                                    | Croatia                      |
| Duke of York                | Duke of York Islands                            | Papua New Guinea             |
| Dulcina                     | Leeward Islands                                 | Antigua and Barbuda          |
| Dulcina                     | Leeward Islands                                 | Saint Kitts và Nevis         |
| Dùn                         | St. Kilda archipelago                           | Scotland                     |
| Dún Channuill               | Garvellachs group in the Inner Hebrides         | Scotland                     |
| Dunasziget                  | Sông Donau                                      | Hungary                      |
| Dundas                      | British Columbia                                | Canada                       |
| Dunn                        | Sông Mississippi, Minnesota                     | Hoa Kỳ                       |
| Dupre                       | Martinique in the Tiểu Antilles                 | Pháp                         |
| Durnam                      | Sông Mississippi, Minnesota                     | Hoa Kỳ                       |
| Dursey                      | Beara Peninsula, County Cork                    | Ireland                      |
| Duvernette                  | Grenadines in the Windward Islands              | Saint Vincent và Grenadines  |